# قربانیان ارمنی در پاکسازی بزرگ
قربانیان ارمنی در پاکسازی بزرگ اشاره به تعدادی از روشنفکران، نویسنده و شاعر، شخصیت‌های سیاسی، مذهبی و نظامی دارد که در طول پاکسازی بزرگ از ۱۹۳۶ تا ۱۹۴۳ میلادی در زمان حکومت ژوزف استالین کشته شدند.

## پیش زمینه
پاکسازی بزرگ یا تصفیه کبیر به عملیات سرکوب سیاسی در اتحاد جماهیر شوروی سوسیالیستی از ۱۹۳۶ تا ۱۹۳۸ میلادی به‌طور جزئی تا ۱۹۴۳ میلادی طول کشید گفته می‌شود. از سال ۱۸۳۶ میلادی به موجب فرمانی از طرف دولت مرکزی روسیه تزاری بسیاری از مدارس ارمنی را بستند و در مؤسسات آموزشی باقی‌مانده هم تعلیمات به زبان ارمنی را بسیار محدود کردند. حتی پس از دولت روسیه تزاری یعنی در دوران جماهیر سوسیالیستی شوروی به شیوه‌ای بسیار جدی در امور کلیسای ارمنی به دخالت پرداختند؛ ولی از دوره‌ای که «خورن یکم» جاثلیق اعظم ارمنیان منصوب شد (۱۹۳۲ میلادی) و ارتباط این کلیسا با جماعت ارمنیان پراکنده از فشارهای دولت شوروی تا حدودی کاسته شد؛ ولی از سال ۱۹۳۸ میلادی با قتل خورن یکم و مصادره اموال کلیسا توسط دولت مرکزی و ممنوع شدن فعالیت کلیسای جامع اچمیادزین این محدودیت‌ها به اوج خود رسید و این محدودیت‌ها باعث شد که ارمنیان به کلیسای زیرزمینی روی بیاورند.
در سال ۱۹۳۷ میلادی استالین آناستاس میکویان به همراه گئورگی مالنکوف و لاورنتی بریا با یک لیست ۳۰۰ نفری به ایروان برای نظارت بر انحلال حزب کمونیست ارمنستان (اتحاد شوروی) که بیشتر اعضاء آنان از بلشویک‌های قدیمی بودند اعزام شدند؛ بسیاری از رهبران آن حزب قربانی پاکسازی بزرگ شدند. آناستاس میکویان کوشش بسیاری برای آزادی آنان کرد ولی خود او هم توسط دولت به همراه صدها نفر دیگر دستگیر و روانه زندان شدند.
همچنین دیگر اقلیت‌های قومی که در اتحاد جماهیر شوروی در دوران استالین زندگی می‌کردند، قربانی پاکسازی بزرگ شدند. در سال ۱۹۳۶ میلادی، لاورنتی بریا و استالین، ده‌ها هزار نفر از ارمنیان را به بهانه‌های مختلف اعدام یا به سیبری تبعید کردند؛ آن دو در تلاش بودند که جمعیت ارمنستان را به زیر ۷۰۰٬۰۰۰ نفر برساند تا بهانه‌ای شود تا ارمنستان را به گرجستان ضمیمه (الحاق) کنند.

## قربانیان ارمنی در پاکسازی بزرگ
| ردیف | تاریخ اعدام و محل        | اشخاص                | عکس | شغل - سمت                                         |
| ---- | ------------------------ | -------------------- | --- | ------------------------------------------------- |
|      | ۲۸ مارس ۱۹۳۱             | هوهانس هاخوردیان     |     | سیاست‌مدار                                         |
|      | ۹ ژوئیه ۱۹۳۶ در تفلیس    | آغاسی خانجیان        |     | دبیر اول حزب کمونیست ارمنستان ۱۹۳۰ تا ۱۹۳۶ میلادی |
|      | ۲۵ اوت ۱۹۳۶ در مسکو      | واغارشاک تر-واهانیان |     | انقلابی بلشویک                                    |
|      | ۱۹۳۷                     | ژرژ آقابکوف          |     | سیاست‌مدار                                         |
|      | ۲۷ ژوئن ۱۹۳۷             | آمادونی وارتاپتیان   |     | سیاست‌مدار                                         |
|      | ژوئیه ۱۹۳۷               | آکسل باکونتس         |     | شاعر                                              |
|      | ۲۱ اوت ۱۹۳۷              | ساهاک در-گابریلیان   |     | انقلابی بلشویک                                    |
|      | سپتامبر ۱۹۳۷             | سارگیس کاسیان        |     | انقلابی بلشویک - سیاستمدار                        |
|      | ۱۰ سپتامبر ۱۹۳۷          | هایک هوسپیان         |     | فرد نظامی و سیاستمدار                             |
|      | ۲۰ سپتامبر ۱۹۳۷          | لوون کاراخان         |     | انقلابی بلشویک                                    |
|      | ۲۲ نوامبر ۱۹۳۷           | مُوْسِس سیلیکیان        |     | نظامی - ژنرال                                     |
|      | ۲۷ نوامبر ۱۹۳۷ در ایروان | یقیشه چارنتس         |     | شاعر و فعال مدنی                                  |
|      | ۲۷ نوامبر ۱۹۳۷           | روبن روبنوف          |     | سیاستمدار                                         |
|      | ۱۰ دسامبر ۱۹۳۷           | کریستاپور آراراتیان  |     | نظامی - ژنرال                                     |
|      | ۱۱ دسامبر ۱۹۳۷ در مسکو   | هایک بژیشکیان        |     | نظامی - ژنرال                                     |
|      | ۱۹۳۷ میلادی              | سارگیس لوکاشیان      |     | سیاستمدار                                         |
|      | ۱۹۳۸                     | آبراهام گولویان      |     | سیاست‌مدار                                         |
|      | ۱۹۳۸                     | مکرتیچ غارداشیان     |     | پزشک و سیاست‌مدار                                  |
|      | ۱۹ مارس ۱۹۳۸             | آشخاربک کالانتار     |     | باستان‌شناس                                        |
|      | ۶ آوریل ۱۹۳۸             | خورن یکم             |     | جاثلیق اعظم ارمنیان                               |
|      | ۲۱ آوریل ۱۹۳۸            | سورن شادونتس         |     | سیاستمدار                                         |
|      | ۲۱ آوریل ۱۹۳۸            | هایکاز کوستانیان     |     | سیاستمدار                                         |
|      | ۱۸ ژوئیه ۱۹۳۸            | واهان توتوونتس       |     | نویسنده                                           |
|      | ۱ اوت ۱۹۳۸               | آلکساندر بکزادیان    |     | سیاستمدار                                         |
|      | ۱۹۳۸ میلادی              | هوهانس کاچازنونی     |     | اولین نخست‌وزیر اولین جمهوری ارمنستان              |
|      | ۲۶ فوریه ۱۹۳۹            | لوون میرزویان        |     | سیاستمدار                                         |
|      | ۲۲ دسامبر ۱۹۴۱           | هاکوب هوهانیسیان     |     | بیوشیمی‌دان و شیمی‌دان                              |
|      | ۱۹۴۳ میلادی              | زابل یسایان          |     | استاد ادبیات، رمان‌نویس و مترجم                    |